# Mana (hora)
Mana (také Mana Peak) je hora vysoká 7 272 m n. m. v pohoří Himálaj v Indii.

## Charakteristika
Vrchol leží na území indického státu Uttarákhand. Je jižním sousedem 7 756 m vysoké hory Kamet, od níž je oddělen sedlem o výšce 6 540 metrů.

## Prvovýstup
Dne 11. srpna 1937 britští horolezci Frank Smythe a Peter Oliver postavili malý tábor nad ledovcem Banke. Další den Smythe a Oliver zamířili na vrchol. Zpočátku se snažili vylézt přes severozápadní hřeben, ale kvůli špatným podmínkám výstup tímto směrem nedokončili. Poté Smythe a Oliver započali druhý pokus západním hřebenem. Peter Oliver později výstup vzdal, a tak Frank Smythe dokončil prvovýstup na vrchol sám. O šest let dříve Smythe patřil k prvovýstupcům na Kamet (7 756 m), který se nachází o několik kilometrů dále na sever.